# Vremia Pervyj
Vremia Pérvyj (en ruso: 'Время первых', significado «El tiempo de los primeros»), en Hispanoamérica: Tiempo de pioneros), y en España: Spacewalker es una película rusa de drama histórico sobre el cosmonauta Alekséi Leónov, el primer ser humano que realizó un paseo espacial. El propio Alekséi Leónov fue asesor de la película. Fue dirigida por Dmitri Kiseliov y coproducida por Timur Bekmambétov e Yevgueni Mirónov, este último también protagonista de la película.
Vremia Pérvyj fue estrenada el 6 de abril de 2017, con el elogio generalizado de la crítica rusa. La película fue realizada con un presupuesto de 400 millones de rublos y recaudó en Rusia algo más de 560 millones de rublos, considerándose un fracaso de taquilla.

## Trama
La película se desarrolla en la década de 1960, durante la Guerra Fría y la carrera espacial entre la Unión Soviética y los Estados Unidos. Los soviéticos planean enviar a un hombre al espacio. Durante la construcción de la nave, un técnico muere electrocutado accidentalmente y los ingenieros cuestionan la seguridad de la nave. Un módulo de pruebas no tripulado, gemelo de la nave Vosjod 2 se destruye dos semanas antes de la fecha oficial del lanzamiento y los ingenieros soviéticos no consiguen identificar las causas de la explosión ni la pérdida repentina de las comunicaciones. Pável Beliáyev, expiloto de la Segunda Guerra Mundial, y Alekséi Leónov, piloto militar de pruebas, son llamados para tripular la nave Vosjod 2, pero durante una prueba de paracaidismo, Pável se lesiona la pierna y es reemplazado por un nuevo cosmonauta, Yevgueni Jrunov, joven e inmaduro. Pável se entrena para recuperarse y, finalmente, vuelve a ser admitido en el programa espacial.
La Vosjod 2 se lanza al espacio y Alekséi recibe la orden de comenzar su paseo espacial. La prueba tiene éxito y mientras los soviéticos lo celebran, el traje de Alekséi comienza a inflarse, volviéndolo rígido e impidiendo que pueda entrar por la escotilla. La nave pierde la comunicación con el control de tierra al entrar en una zona muerta. Alekséi desobedece las instrucciones e introduce primero en la cabeza en la cámara de despresurización, pero la escotilla exterior no se cierra completamente. Se ve obligado a girar dentro de la cámara de despresurización y logra cerrar la escotilla justo antes de agotarse su suministro de oxígeno y desmayarse. Pável lo arrastra a la cápsula y logra revivirlo. Luego se les ordena a los dos que orbiten durante veintidós horas más hasta llegar a la fase 4, cuando el sistema automático de aterrizaje los devolverá a la Tierra. Pável separa la cámara de despresurización, pero hace que la Vosjod 2 comience a rotar. Antes de iniciarse la fase 4, Pável y Alekséi comienzan a sentirse mareados y encuentran que la presión de oxígeno es alarmantemente alta. El control de tierra indica que el sistema detectó erróneamente una fuga introduciendo oxígeno puro en la cabina. Se les ordena que encuentren un cable amarillo y lo desconecten para detener el sistema.
Pável se desmaya por la toxicidad del oxígeno y Alekséi toma el control y encuentra el cable. El oxígeno hace que Alekséi alucine con su niñez, corriendo en un campo, buscando el nido de un pájaro. Se las arregla para encontrar el cable amarillo pero se desmaya antes de desconectarlo. Durante su alucinación, recuerda cómo le hirió el pájaro, esa alucinación hace que se estremezca y arranque el cable amarillo y el sistema deja de introducir oxígeno en la cabina.
Ambos cosmonautas se despiertan y descubren que la fase 4 no se ha ejecutado y los ingenieros y matemáticos soviéticos en Tierra no responden con una explicación, concluyendo que el giro de la nave pudo haber causado el problema. Los cosmonautas obtienen el permiso para usar el modo manual para la reentrada de la nave. Después de que Pável estabiliza la nave, inicia la reentrada en la atmósfera y se separa del módulo del equipo. La nave aterriza en la cordillera de los Urales, lejos del lugar de aterrizaje esperado. Se envía un grupo de búsqueda tras los cosmonautas, pero su señal de radio no es captada. Un radioaficionado en Sajalín recibe su señal de radio accidentalmente y llama a la agencia espacial, notificándoles la posición de los cosmonautas. Se ordena a un helicóptero de rescate cercano que los busque, pero no puede verlos debido a las condiciones climáticas. Ordenan al helicóptero regresar de vuelta a la base, cuando la tripulación ve el destello de la bengala de rescate y baja para rescatarlos.
Los dos cosmonautas llegan en avión a la agencia y se reúnen con sus familiares. Más tarde, desfilan por Moscú, donde son recibidos como héroes.

## Reparto
- Yevgueni Mirónov como teniente Alekséi Leónov, cosmonauta, primer ser humano en realizar un paseo espacial.
- Konstantín Jabenski como teniente coronel Pável Beliáyev, cosmonauta y comandante de la nave.
- Vladímir Ilyín como coronel Serguéi Koroliov, «el diseñador jefe», jefe de diseño del programa espacial.
- Anatoli Koteniov como Nikolái Kamanin, teniente general, jefe del cuerpo de cosmonautas y jefe de entrenamiento de los cosmonautas.
- Aleksandra Ursulyak como Svetlana Leónova, esposa de Alekséi Leónov.
- Yelena Panova como Tatiana Belyáieva.
- Alekséi Morózov como Guerman Titov, cosmonauta.
- Yuri Itskov como Borís Chertok, diseñador del programa espacial.
- Vladímir Malyuguin como Valeri Bykovski, cosmonauta.
- Aleksandr Novín como Yevgueni Jrunov, cosmonauta.
- Yuri Nífontov como Borís Rauschenbach, ingeniero de cohetes y físico.
- Aleksandr Ilyín como Vladímir Markélov, piloto del helicóptero.
- Marta Timoféieva como Vika Leónova.
- Gennadi Smirnov como cosmonauta Konstantín Feoktístov.
- Valeri Grishkó como Leonid Brézhnev, secretario general del Comité Central del PCUS.
- Aleksandr Karpilovski como radioaficionado.
- Yekaterina Siómina como esposa del radioaficionado.
- Avangard Leóntiev como locutor Yuri Levitán.
- Kiril Polujin como comandante de la unidad
- Serguéi Batálov como Arjip Leónov, padre de Alekséi Leónov.
- Nelly Selezniova como director médico.
- Aleksandr Kórshunov como Yevgueni Anatólievich, médico del hospital.
- Iván Gordienko como médico en el hospital.
- Vladislav Poguiba como piloto del An-2.
- Ruslán Dzhaybékov-Medvédev como subsecretario de Brézhnev.
- Serguéi Nésterov como copiloto del helicóptero.
- Andréi Bazhin como director.
- Saveli Kudryashov como Alekséi Leónov en la infancia.
- Serguéi Cherdántsev como piloto del MiG-15.
- Aleksandr Filátov como copiloto del MiG-15.
- Serguéi Guzéiev como especialista del Centro de Control Espacial.
- Yegor Morózov como teniente del servicio meteorológico del CCE.
- Arturo Litvínov como oficial de comunicaciones del CCE.
- Serguéi Danilévich como oficial médico del CCE.
- Serguéi Galájov como primer especialista del CCE.
- Oksana Kormíshina como segundo especialista del CCE.

## Equipo de rodaje
- Guionistas: Oleg Pogodin, Yuri Korotkov, Irina Pivovárova, Serguéi Kaluzhánov, Dmitri Pinuchkov
- Director: Dmitri Kiseliov
- Diseñador de producción: Anguelina Térejova
- Director de fotografía: Vladímir Bashta
- Consultor jefe: Alekséi Leónov
- Productores: Timur Bekmambétov, Yevgueni Mirónov, Serguéi Aguéiev
- Productor de efectos visuales: Aleksandr Gorójov

## Rodaje
Inicialmente se planeó que el director de la película fuera Serguéi Bodrov y que la película se estrenase la primavera de 2016.
En 2015, el proyecto recibió la asistencia financiera del Fondo Federal de Apoyo Social y Económico para la Cinematografía Nacional de Rusia, también proporcionó asistencia financiera Alfa Bank. El rodaje se realizó en dos etapas: desde el 1 de julio, se filmó en estudios y las escenas de verano al aire libre, en noviembre: se realizaron las escenas del lanzamiento al espacio y del aterrizaje de los cosmonautas en la taiga.
Dos tercios de la película fueron dirigidos por Yuri Býkov, pero fue despedido del proyecto por los productores Timur Bekmambétov y Yevgueni Mirónov. Después de esto, Dmitri Kiseliov continuó la película. El propio Alekséi Leónov fue asesor de fotografía.
Los efectos especiales fueron realizados por CGF, el estudio de efectos especiales más grande de Rusia. CGF trabajó en más de 1200 tomas con gráficos generados por computadora.
El rodaje terminó a finales de 2016.

## Recepción

### Taquilla
Vremia Pérvyj recaudó 145 millones de rublos durante el primer fin de semana, por debajo de las expectativas iniciales. Fue atribuido a una campaña de marketing fallida. Sin embargo, la caída del segundo fin de semana de la película fue muy pequeña: menos del 15 %, ya que recaudó 124 millones de rublos adicionales debido al boca a boca. Al final de su exhibición en cines, consiguió recaudar en Rusia algo más de 560 millones de rublos, fue realizada con un presupuesto de 400 millones de rublos, lo que está por debajo de la línea presupuestaria requerida para que una película logre igualar o generar ganancias.

### Recepción de la crítica
La película recibió el reconocimiento de la crítica en los medios rusos. Según Megacritic y Kritikanstvo, no recibió ninguna crítica negativa y tiene una calificación promedio de 7,5 sobre 10. La mayoría de los medios de comunicación rusos, como Argumenty i Fakty, Film.ru, Rossíiskaya Gazeta, InterMedia, Kommersant, The Hollywood Reporter, y Nezavísimaya Gazeta, entre otros, elogiaron la actuación, la dirección, los efectos especiales y el patriotismo de la película, mientras que Time Out y Nóvaya Gazeta, entre otros.